# Didier Dounot
Didier Dounot (1574-1640) est un juriste et mathématicien français. Professeur de mathématiques à Paris, il est en relation avec Mersenne et Descartes.

## Biographie
Originaire de Bar-le-Duc, Didier Dounot est avocat au Parlement de Paris et professeur de mathématiques au Académies du roi. Au cours de sa carrière, il fut en rapport avec le philosophe René Descartes et le mathématicien et philosophe Marin Mersenne. 
Il critique en 1611 les travaux de Guillame de Nautonnier qu'il accuse, dans son livre Confutation de l'invention des longitudes ou De la mecometrie de l'eymant. Cy devant mise en lumiere souz le nom de Guillaume le Nautonnier, sieur de Castel-Franc au haut Languedoc5, de ne pas démontrer ses affirmations et de rejeter comme fausses toutes les observations sur la déclinaison de la boussole qui ne corroborent pas sa théorie.

## Publications
- Première traduction complète des Éléments d'Euclide en français, 1609; rééditions en 1610 et 1613.
- Confutation de l'invention des longitudes ou de la Mécométrie de l'Eymant. Cy devant mise en lumière sous le nom de Guillaume de Nautonier de Castelfranc, sieur de Castel-Franc en Haut-Languedoc.  Paris F. Huby 1611 (lire en ligne).
- Confutation de l'hydrostatice, ou balance en l'eau. Avec laquelle certains esprits curieux pensent qu'ils pourront découvrir combien de fin il y a en une pièce d'or d'alliage, par sa pesanteur en l'air \& en l'eau, Paris, Jean Lacquehay, 1615, dans laquelle il critique les travaux de Forcadel.